# The Man in the White Van
The Man in the White Van é um filme de suspensede 2023 dirigido por Warren Skeels. Estreou no Newport Beach Film Festival 2023. Foi lançado pela Relativity Media nos cinemas nos Estados Unidos em 13 de dezembro de 2024.

## Sinopse
No início da década de 1970, a adolescente Annie (Madison Wolfe), que está tendo problemas para viver com sua irmã e seu irmão, relata aos seus pais que viu uma van branca a seguindo algumas vezes, mas seus pais discordam de suas queixas afirmando que é uma paranóia.

## Elenco
- Madison Wolfe - Annie
- Brec Bassinger - Margaret
- Ali Larter - Hellen
- Sean Astin - William
- Skai Jackson - Patty
- Gavin Warren - Daniel
- Noah Lomax - Mark
- Addison Riecke - Joanna
- Julianne Arrieta
- Darrius Thomas - Charlie
- Dylan Summerall - Kyle
- Stacy Ann Rose - mãe de Patty
- Patrick Kirton - Jim

## Recepção
No site agregador de críticas Rotten Tomatoes, 56% das 18 resenhas dos críticos são positivas, com uma classificação média de 5.5/10.
Em sua crítica no Film Threat, Alan Ng avaliou-o com 8,5/10 dizendo que "é a introdução perfeita para alguém que está pensando em entrar no mundo dos filmes de terror". Jeffrey M. Anderson avaliou com nota 1/5 no Common Sense Media dizendo que "este terror extremamente pobre e pesado, que mal tem ideias suficientes para sustentar um curta-metragem de 20 minutos, pega emprestado a maioria de seus momentos supostamente tensos de dezenas de outros filmes melhores."